# 李启汉

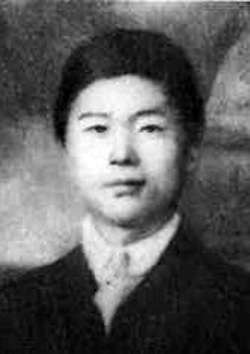

李启汉（1898年—1927年 ）原名李森，又名志生，字仙槎，湖南省江华县（今江华瑶族自治县）码市镇朝阳村李家屋人。中国共产党早期领导人，工人运动领袖，香港海员大罢工及省港大罢工领导人。

## 生平
李启汉8岁上学，因家贫而不得不在课余时间放牛砍柴，有时还上山采药。12岁时，李启汉辍学，帮母亲挑粑粑至码市街贩卖。李启汉喜欢练武，常和村内年轻人共同伏击匪盗。
1910年，李启汉在亲戚的资助下考入江华县立高等小学。1915年毕业后，考入衡阳附中。两年后，转入长沙岳云中学。1919年，李启汉参加五四运动，抵制日货，并参加驱逐湖南督军张敬尧的驱张运动。在运动中，李启汉同邓中夏、毛泽东等结识。1919年12月，李启汉当选为湖南学生请愿代表团成员，同毛泽东等人赴北京请愿，要求驱逐湖南督军张敬尧。1920年1月28日，请愿团在北京向北京政府举行游行示威，要北京政府迅即惩办湖南督军张敬尧。后来，李启汉又和毛泽东、何叔衡等人发快邮代电，向旅居中国各地的湖南籍人士揭露张敬尧等的恶行。1920年春，李启汉来到上海，继续从事驱张活动。同年6月，张敬尧逃离湖南长沙，驱张运动胜利。
在北京和上海期间，李启汉陆续结识了李大钊、陈独秀、李达等人。1920年8月，李启汉在上海参与陈独秀组织的上海共产主义小组。不久，李启汉参与组织社会主义青年团，随后在小沙渡纱厂创办工人劳动半日学校。1920年10月19日，李启汉主持召开工会联合会成立大会。1921年8月，中国劳动组合书记部于上海成立，李启汉为该组织的领导之一，负责主编《劳动周刊》。同年10月，李启汉领导上海烟厂一千多名工人举行罢工，迫使外方撤销监工。这是中国共产党领导工人罢工最早一次取得胜利。
1922年1月，香港海员大罢工爆发，李启汉被派赴广州组织后援会，负责筹款以援助罢工工人并救济其家属，慰问参加罢工的海员。回到上海之后，李启汉组织上海、宁波海员公所及招商局工人罢工，使港英政府在上海招工从而瓦解香港海员大罢工的计划未能成功。上海租界巡捕以“扶助香港海员罢工事端”的罪名逮捕了李启汉，关押数日后将其释放。1922年4月，李启汉、邓中夏等组织了浦东日华纱厂和上海邮电工人罢工。6月1日，上海租界巡捕以“宣传过激主义”、“扰乱社会秩序”等罪名将李启汉逮捕入狱，后将其引渡给上海当局，坐牢2年4个月，李启汉从而成为中国共产党最早坐牢的党员之一。后来经营救，李启汉于1924年10月13日获释。1925年1月22日，中国共产党中央职工运动委员会成立，李启汉任委员长。同年5月1日至7日，在广州召开了第二次全国劳动大会，李启汉当选为中华全国总工会执委会执委兼组织部长。
五卅惨案发生后，中共两广区委决定发动香港、沙面工人举行罢工。李启汉同中华全国总工会委员长林伟民赴沙面召集青年工社、洋务工会、职工会、文员会等单位的负责人开会，发动沙面和香港的25万工人举行大罢工。李启汉、邓中夏等随即组建省港罢工委员会，李启汉任委员、干事局长、财经委员、党团副书记等职。同年6月，省港大罢工爆发，共罢工16个月，使香港成了“死港”、“臭港”，英国因而遭到沉重打击。同时，李启汉协助苏兆征组织了3000名工人参加运输队和宣传队，参与国民革命军的北伐。
1927年3月，陈延年、苏兆征、邓中夏赴武汉准备参加中国共产党第五次全国代表大会，李启汉乃负责中华全国总工会干事局党团书记职务。针对中国国民党右派压制工人运动，李启汉同中共两广区委组织部长穆青等联合发表《中华全国总工会广州办事处等团体对时局的宣言》。 4月12日，蒋介石在上海发动四一二事件，李启汉遂于4月13日、14日连续召开会议，布置应变措施。但应变措施尚未完成，广州的中国国民党右派便于4月15日凌晨将中共两广区委、省港罢工委员会包围，捕杀中国共产党党员、青年及工人。李启汉在广州榨粉街被捕后，遭严刑拷打，最后被秘密杀害，享年29岁。